# エスブイエス
株式会社エスブイエス（英称：SVS）は、東京都中野区中央にあるテレビ番組の技術の関連事業を組織する制作プロダクション会社。

## 概要
2007年9月末、渋谷区宇田川町に所在していたテレビスタジオ『渋谷ビデオスタジオ』が起源である。長年当該スタジオの管理を業としていたが、スタジオ閉鎖を機に業態変換。制作技術を請け負う会社として再スタートした。

## 会社の概要について
- 所在地

〒164-0011 東京都中野区中央1丁目13番8号　大橋セントラルビル
- 設立年月日

2007年10月

## グループ会社
- 株式会社ビデオスタッフ
- 株式会社ザ・ホライズン（旧株式会社東新）

## 主な協力番組

### 現在

#### 日本テレビ系
テレビドラマ
バラエティ

#### TBS系
テレビドラマ
バラエティ

#### フジテレビ系
テレビドラマ
- BOSS

バラエティ
- 奇跡体験!アンビリバボー　北野本部
- たけしのコマネチ大学数学科

#### テレビ朝日系
テレビドラマ
バラエティ

#### テレビ東京系
テレビドラマ
バラエティ

### 過去

#### 日本テレビ系
テレビドラマ
バラエティ

#### TBS系
テレビドラマ
バラエティ

#### フジテレビ系
テレビドラマ
- あんみつ姫の大冒険!
- ハチミツとクローバー
- 一瞬の風になれ
- 鯨とメダカ
- CHANGE
- 和田アキ子物語
- コード・ブルー -ドクターヘリ緊急救命-
- 風のガーデン
- 我はゴッホになる! 〜愛を彫った男・棟方志功とその妻〜
- ありふれた奇跡

バラエティ

#### テレビ朝日系
テレビドラマ
- 4姉妹探偵団（ABCと共同制作番組）
- いのちのいろえんぴつ
- ギラギラ（ABCと共同制作番組）

バラエティ

#### テレビ東京系
テレビドラマ
バラエティ